# مجمع گزینندگان ایالات متحده آمریکا

آرای انتخاباتی، از ۵۳۸، به هر ایالت و ناحیه کلمبیا برای انتخابات ریاست‌جمهوری که در سال‌های ۲۰۲۴ و ۲۰۲۸ برگزار می‌شود، بر اساس نمایندگی، که به داده‌های جمعیت سرشماری ۲۰۲۰ ایالات متحده آمریکا بستگی دارد، تخصیص یافت. هر حوزه قضایی حداقل ۳ حق دارد.

آرای انتخاباتی، از ۵۳۸، به هر ایالت و ناحیه کلمبیا برای انتخابات ریاست‌جمهوری که در سال‌های ۲۰۱۲ و ۲۰۲۰ برگزار می‌شود، بر اساس نمایندگی، که به داده‌های جمعیت سرشماری ۲۰۱۰ ایالات متحده آمریکا بستگی دارد، تخصیص یافت. هر حوزه قضایی حداقل ۳ حق دارد.

کالج انتخاباتی یا مجمع گُزینَنْدِگان (به انگلیسی: Electoral college) مرحلهٔ نهایی از روند طولانی انتخابات ریاست جمهوری ایالات متحده آمریکا محسوب می‌شود. انتخابات ریاست‌جمهوری در ایالات متحده آمریکا به‌صورت دو مرحله‌ای انجام می‌شود. مردم در روز انتخابات اگر چه اسم نامزدهای ریاست‌جمهور را در برگه‌های اخذ رأی می‌نویسند، اما در عمل مجمع گزینندگان به‌طور مستقیم رئیس‌جمهور و معاون او را انتخاب می‌کنند. به این معنی که رأی‌دهندگان هر ایالت گزینش‌گران رئیس‌جمهور (electors) را انتخاب می‌کنند و آن‌ها بعداً رئیس‌جمهور را انتخاب می‌کنند. در موارد بسیار نادر این امکان وجود دارد که رأی‌دهندگان در برگهٔ‌ اخذ رأی به نامزدی رأی بدهند، ولی گزینش‌گران منتخب آن‌ها شخص دیگری را رئیس‌جمهور کنند که در این صورت به آنها گزیننده پیمان شکن یا بی وفا میگویند.
پنج مرتبه (۱۸۲۴، ۱۸۷۶، ۱۸۸۸، ۲۰۰۰ و ۲۰۱۶) برنده بیشترین آرای مردمی با پیروز نهایی انتخابات متفاوت بوده‌است. آخرین مرتبه در سال ۲۰۱۶ اتفاق افتاد که با وجود آنکه بیشتر رای‌دهندگان به هیلاری کلینتون نامزد دِموکرات رأی دادند و او سه میلیون رای بیشتری نسبت به دونالد ترامپ نامزد جمهوری‌خواه کسب کرد، اما دونالد ترامپ با کسب بیشینه آرای اِلِکترال(گُزینندگان) پیروز انتخابات ریاست جمهوری ایالات متحده آمریکا در سال۲۰۱۶ شد.

دونالد ترامپ در سال ۲۰۱۶ به خاطر کسب رأی الکترال بیشتر بر رقیب اصلی‌ش هیلاری کلینتون پیروزی شد. گرچه رأی مردمی کمتری کسب کرده بود.

جورج بوش در انتخابات سال ۲۰۰۰ بر رقیب اصلی‌ش الگور به خاطر رأی الکترال پیروز شد. گرچه رأی مردمی کمتری بدست آورده بود.

## مقدمه
بر‌اساس قانون اساسی ایالات متحده آمریکا، تعداد اعضای هیئت‌های انتخاباتی هر ایالت معادل مجموع تعداد نمایندگان مجلس نمایندگان ایالات متحده آمریکا و سناتورهای همان ایالت است. هر چه ایالتی پرجمعیت‌تر باشد، تعداد اعضای هیئت‌های انتخاباتی آن نیز بیشتر خواهد بود. به همین دلیل نقش ایالت‌هایی نظیر کالیفرنیا، تگزاس و نیویورک به نسبت ایالت‌هایی همانند یوتا، وایومینگ یا مونتانا در انتخاب رئیس‌جمهور آمریکا به مراتب بیشتر است.
در حال حاضر، بیشترین تعداد هیئت‌های انتخاباتی به کالیفرنیا با ۵۵ عضو تعلق دارد و پس از آن تگزاس با ۳۸ عضو در مکان بعدی قرار می‌گیرد. ۸ ایالت نیز به همراه واشینگتن دی سی تنها دارای ۳ عضو هیئت انتخاباتی هستند. شهروندان واشینگتن دی سی تا سال ۱۹۶۰ از شرکت در انتخابات ریاست جمهوری محروم بودند و بر اساس اصلاحیه بیست و سوم اجازه یافتند همانند دیگر شهروندان آمریکایی رئیس‌جمهور خود را برگزینند. از آنجا که واشینگتن دی سی در کنگره، نمایندهٔ دارای حق رأی ندارد، اصلاحیه بیست و سوم تعداد اعضای هیئت انتخاباتی این شهر را همانند ایالت‌های کم جمعیت ۳ عضو تعیین کرد.
در ابتدا شیوه انتخاب اعضای هیئت‌های انتخاباتی به این صورت بود که مجالس قانونگذاری ایالت‌ها پیش از برپایی انتخابات عمومی، افرادی را انتخاب می‌کردند و آنان نیز برای تعیین رئیس‌جمهور رهسپار کنگره ایالات متحده آمریکا در شهر واشینگتن می‌شدند. اما اکنون این افراد مستقیماً توسط مردم و در روز انتخابات ریاست جمهوری برگزیده می‌شوند. افراد انتخاب شده نباید هیچ سمت دولتی داشته باشند.
انتخابات در آمریکا از طریق رأی غیر مستقیم مردم انجام می‌گیرد، اما مردم هر ایالت به کاندیدای مورد نظر خود رأی می‌دهند، هر کسی که برنده اکثریت آرا در آن ایالت شود، تعداد آرای انتخاباتی آن ایالت را از آن خود می‌کند و هر کسی که تا دویست و هفتاد رأی انتخاباتی به دست آورد، رئیس‌جمهور آمریکا قلمداد خواهد شد.
در آمریکا، هر ایالتی تعدادی گزینشگر می‌گمارد که بعد از انتخابات، به پایتخت‌های ایالتی سفر می‌کنند و در مجلس ایالتی رأی خود را به نسبت آرائی که مردم به کاندیداها داده‌اند، به صندوق‌ها می‌ریزند، که در حقیقت، تعداد آرای انتخاباتی آن ایالت، به کاندیدایی که رأی بیشتری به دست آورده، متعلق خواهند کرد.
رأی انتخاباتی مشتق از دو عدد است. عدد اول تعداد نمایندگان مجلس نمایندگان است به اضافهٔ دو سناتور. به فرض، ایالت ویرجینیا سیزده رأی انتخاباتی دارد، که به خاطر یازده نمایندهٔ مجلس و دو سناتور ایالت است. در آمریکا هر ایالتی دو سناتور دارد و بر اساس جمعیت آن ایالت و نظرخواهی‌هایی که هر دهه انجام می‌گیرد، تعداد نمایندگان مجلس آن ایالت تنظیم می‌شود.
به عنوان مثال، در بیست سال گذشته، ایالتی مانند کالیفرنیا، دو سناتور داشت ولی پنجاه و یک رأی انتخاباتی داشت، چون چهل و نه نمایندهٔ مجلس داشتند، اما امسال، کالیفرنیا پنجاه و پنج رأی انتخاباتی دارد، به این دلیل که، مردم از ایالات دیگر به کالیفرنیا نقل مکان کردند و در آنجا زندگی می‌کنند و بر اساس تکثیر جمعیت، در آن ایالت، تعداد نمایندگان مجلس کالیفرنیا، بالاتر رفته و بالتبع، تعداد آرای انتخاباتی، آن ایالت، بیشتر خواهد شد.
در واقع دلیل به وجود آمدن آرای انتخاباتی، این بود که در اوایل تأسیس ایالات متحده، مؤسسین آن نمی‌خواستند که تنها، ایالات بزرگ در انتخاب رئیس‌جمهور تعیین‌کننده باشند؛ در غیر این صورت این موضوع باعث می‌شد که نامزدها تنها به ایالاتی که جمعیت بیشتری داشته باشد سفر کنند و در آن‌جا با مردم مشارکت کنند، به همین جهت بود که آن‌ها می‌کوشیدند تا این مسئله را از میان ببرند و خواستند که همهٔ ایالات آمریکا بتوانند، نظر خود را ابراز کنند، به همین جهت بود که امروز می‌بینیم، ایالتی مانند کلورادو با نه رأی انتخاباتی یا ایالت نیومکزیکو با پنج رأی انتخاباتی، یکی از ایالات کلیدی، در انتخابات ۲۰۰۸، شده‌اند.
هر ایالتی فقط دو سناتور دارد، به خاطر اینکه مجلس سنای آمریکا، تنها می‌تواند صد عضو داشته باشد، به دلیل وجود پنجاه ایالت در آمریکا. اما تعداد نمایندگان مجلس است که بر اساس جمعیت، متفاوت خواهد بود.

## رای مردمی
به‌طور معمول همواره نامزدی که در ایالتی توسط مردم، حائز ” رای مردمی ” (Popular Vote) بیشتری شده باشد، از سوی هیئت انتخاباتی آن ایالت برگزیده می‌شود، هرچند که استثنائاتی نیز در طول دو قرن وجود داشته‌است. درانتخابات عمومی ماه نوامبر، پس از مشخص شدن میزان ” آراء مردمی ” هر نامزد در هر ایالت، می‌توان با شمارش تعداد هیئت‌های انتخاباتی، نامزد پیروز در انتخابات ریاست جمهوری را شناسایی کرد. اعلام رسمی نتایج انتخابات تا جلسه مشترک مجلس نمایندگان و سنا در ماه دسامبر طول می‌کشد که در آنجا معاون رئیس‌جمهور به عنوان رئیس سنا، نتایج آراء هیئت‌های انتخاباتی را برمی‌خوانند و بدین ترتیب رئیس‌جمهور بعدی ایالات متحده آمریکا به‌طور رسمی اعلام می‌شود.

## رؤسای جمهوری اقلیت
دو مرحله‌ای بودن انتخابات ریاست جمهوری ایالات متحده آمریکا مشکلاتی نیز به همراه آورده‌است. مهم‌ترین عامل در پیروزی یا شکست یک نامزد، تعداد آرای مردمی آنان نیست، بلکه میزان کسب آرای هیئت‌های انتخاباتی سرنوشت انتخابات را رقم می‌زند. هر نامزد برای پیروزی درانتخابات ریاست جمهوری از مجموع ۵۳۸ رأی به حداقل ۲۷۰ رأی انتخاباتی نیاز دارد تا بتواند به کاخ سفید راه یابد. به همین دلیل ممکن است فردی با آرای هیئت‌های انتخاباتی بیشتر و آرای مردمی کمتر به پیروزی دست یابد، در حالی که رقیب وی، رأی مردمی بیشتری بدست آورده باشد. تاکنون چندین بار رؤسای جمهور منتخب بدون آنکه ۵۰ درصد آراء مردمی را بدست آورده باشند، تنها با اتکا به کسب حداقل ۲۷۰ رأی انتخاباتی وارد کاخ سفید شده‌اند. این دسته از رؤسای جمهور آمریکا را اصطلاحاً ” رؤسای جمهور اقلیت ” می‌نامند. در انتخابات ریاست جمهوری سال ۲۰۰۰ و ۲۰۱۶ جرج دابلیو بوش و دونالد ترامپ با چنین وضعیتی پیروز انتخابات ریاست جمهوری آمریکا شدند.

## نقش کنگره در انتخاب رئیس‌جمهور
پیچیدگی نظام هیئت‌های انتخاباتی هنگامی افزایش می‌یابد که هیچ‌یک از نامزدها موفق نشوند حداقل آرای هیئت‌های انتخاباتی را کسب نمایند. براساس قانون اساسی ایالات متحده آمریکا، در چنین صورتی وظیفه انتخاب رئیس‌جمهور بر عهده کنگره گذاشته خواهد شد. اگر تعداد آرای هیئت‌های انتخاباتی نامزدها برابر باشد، مجلس نمایندگان برای معرفی رئیس‌جمهور باید تشکیل جلسه دهد. در این جلسه، هر ایالت تنها یک رأی دارد و تفاوتی میان ایالت‌های پرجمعیت و ایالت‌های کم جمعیت نیست؛ بنابراین ممکن است اعضای یک حزب در داخل هیئت رای‌دهنده به نفع حزب رقیب آرای خود را به صندوق بریزد. اگر آرای انتخاباتی دو نامزد با یکدیگر برابر باشد، انتخابات میان این دوتن صورت می‌گیرد. تاکنون تنها یک بار در تاریخ ایالات متحده آمریکا، رئیس‌جمهور توسط مجلس نمایندگان برگزیده شده‌است. در سال ۱۸۲۴ پس از آنکه چهار رقیب اصلی، هر یک تعدادی از آرای انتخاباتی را به خود اختصاص دادند و امکان معرفی رئیس‌جمهور منتخب فراهم نشد، مجلس نمایندگان به رای‌گیری پرداخت و سرانجام جان آدامز را به عنوان ششمین رئیس‌جمهور ایالات متحده معرفی کرد. وی درجریان انتخابات عمومی، تنها موفق به کسب ۵/۳۰ درصد آرای مردمی و ۸۴ رأی انتخاباتی شده بود. اندرو جکسون با ۱۵ رأی انتخاباتی بیشتر، به دلیل ناکامی در مجلس نمایندگان از آدامز شکست خورد.
در صورتی که در جریان رای‌گیری درمجلس نمایندگان امکان تعیین رئیس‌جمهور فراهم نشود، این وظیفه بر اساس قانون اساسی به سنا واگذار می‌شود. در این گام، سناتورها به جای انتخاب رئیس‌جمهور، معاون رئیس‌جمهور را انتخاب می‌کنند و پس از آن در یک روند خودکار، معاون رئیس‌جمهور به مقام ریاست جمهوری برگزیده می‌شود. به عبارت دیگر هنگامی که امکان انتخاب رئیس‌جمهور محقق نشود، سنا معاون رئیس‌جمهور را معرفی می‌کند و وی به عنوان جانشین رئیس‌جمهور، مسئولیت‌های وی را بر عهده می‌گیرد. درحقیقت این آخرین مرحله از روند بسیار طولانی و طاقت‌فرسای انتخاب رئیس‌جمهور است که از انتخابات مقدماتی توسط احزاب آغاز می‌شود و تا معرفی رئیس‌جمهور منتخب توسط سنا ادامه می‌یابد. در تاریخ ۲۴۶ ساله ایالات متحده آمریکا تاکنون رئیس‌جمهور توسط سنا انتخاب نشده‌ است.